# 福雷斯特·埃布尔
福雷斯特·爱德华·埃布尔（英語：Forest Edward Able，1932年7月27日—），美国NBA联盟前职业篮球运动员。